# Lalea

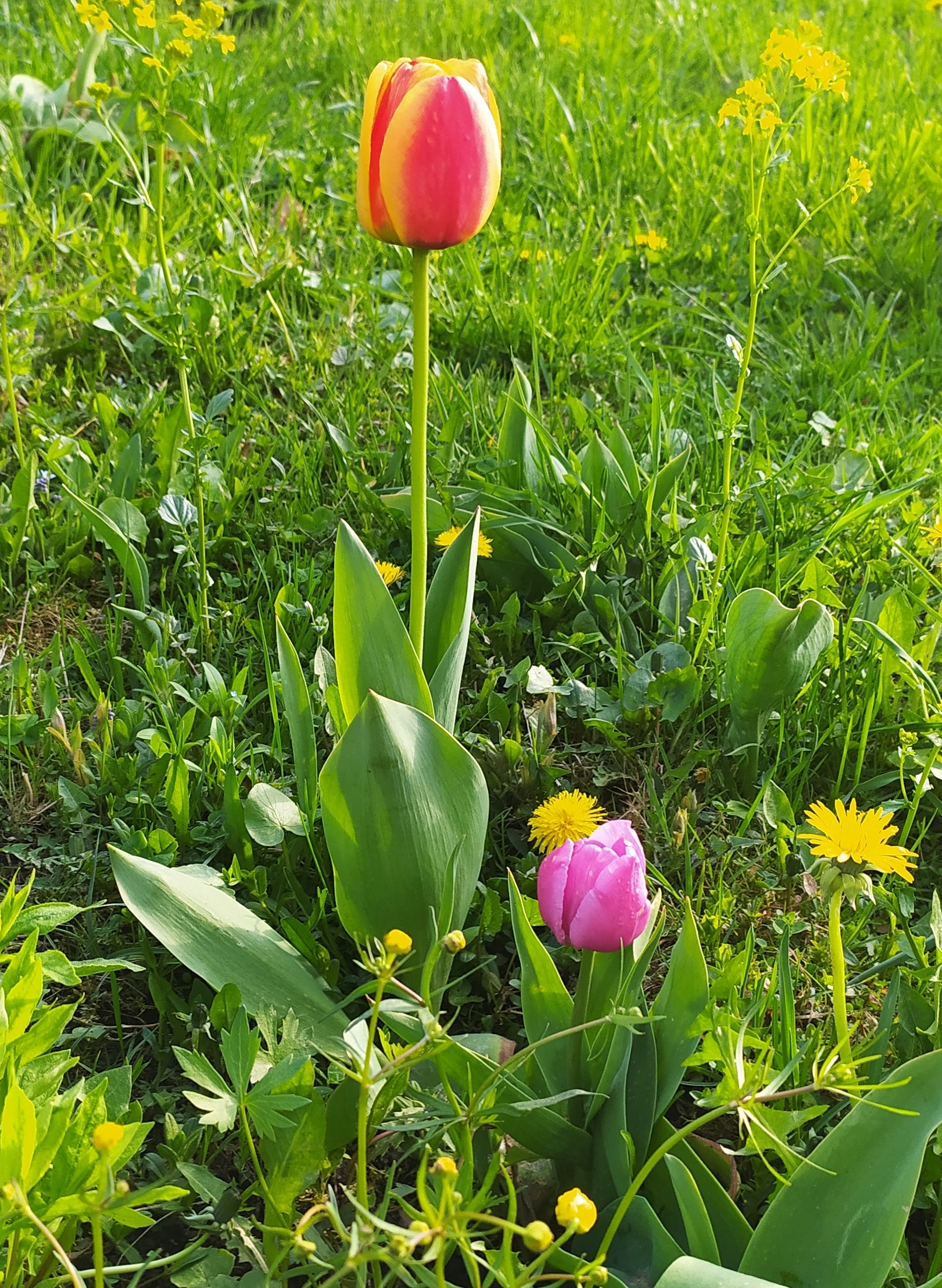

Lalea (Tulipa) este un gen care cuprinde aproximativ 100 de specii de plante cu flori din familia Liliaceae. Sunt originare din sudul Europei, nordul Africii și Asia, din Anatolia și Iran (unde floarea este reprezentată pe drapelul național) până în China și Japonia.  Zonele cele mai diversificate în ceea ce privește speciile de lalele sunt Munții Pamir, Munții Hindu Kush și stepele din Kazakhstan. Există peste 150 de specii de lalea și peste 3000 de varietăți sub diferite culori si forme. Este o plantă Hermafrodită.

## Răspândirea
Gama naturală a genului Lalele constă dintr-un nucleu vast din Asia Centrală, cuprinzând Peninsula Balcanică în vest, Siberia de Vest în nord, Iran și Peninsula Sinai în sud, Xinjiang și regiunile vestice ale Mongoliei în est și focare izolate în vestul Mediteranei (coasta de sud a Spaniei, coasta de nord a Marocului, Libia, Tunisia și insula Sicilia) și în Orientul Îndepărtat (regiunea Irkutsk, regiunea Chita, Manciuria). Mai la nord de toate speciile din limitele fostei URSS, vin lalea Bieberstein și laleaua căzută - specii controversate, care sunt considerate forme ale lalelei de pădure în cea mai recentă taxonomie. Cele mai apropiate rude ale lalelelor, plante din genul Amana, care până în 1935 au fost incluse în genul Tulip, au locuit în Peninsula Coreeană, Insulele Japoneze și estul Chinei. O altă rudă a lalelei, genul Kandyk, este comună în Eurasia și America de Nord. Cea mai mare diversitate de specii se observă în teritoriile de la Cappadocia în vest până la Bactria în est, în special în nordul Iranului, Pamir-Alai și Tien Shan. Plantele urcă în munți până la aproximativ 3000 m deasupra nivelului mării. Aici, la poalele Pamir-Alay și Tien Shan, există două centre primare de formare a speciilor. În epoca modernă, conform lui Z.P.Bochantseva, formarea lalelelor continuă în trei regiuni: Pamir-Alai, vestul Tien Shan și în deșerturile Asiei Centrale.
Lalelele au fost aduse în Europa din Turcia, odată introduse de om și răspândite pe scară largă dincolo de aria lor naturală. Diverse forme de lalele din nordul Italiei, Franței și Elveției, recunoscute anterior ca specii separate ale grupului Neotulipae, sunt descendenți ai lalelelor de grădină a lui Gesner. Laleaua de pădure introdusă se găsește aproape peste tot în Europa de Vest, inclusiv în Scoția, statele baltice și regiunile sudice ale țărilor scandinave. Harta populațiilor sale din nordul Germaniei coincide cu harta moșiilor pierdute și grădinilor bisericii.
Specia tip a genului, lalea Gesner, nu a fost găsită în natură. Toate formele sale sălbatice din Europa, Asia și America de Nord sunt descendenți sălbatici ai plantelor cultivate; specia în sensul modern a absorbit multe forme care în trecut erau considerate specii independente cu creștere sălbatică. Presupunerea că forma sa naturală ar putea fi laleaua Schrenk care crește în regiunea Mării Negre este respinsă de botaniștii moderni. În opinia lor, laleaua lui Gesner este „un nume colectiv dat unui număr mare de forme horticole și sălbatice de origine necunoscută”, „o specie extrem de complexă care a dat naștere majorității soiurilor de grădină” și „un hibrid complex cunoscut doar în cultură și în forme sălbatice - în Franța, Italia, Norvegia, Rusia, Elveția și Turcia”. S-a dezvoltat în Evul Mediu, pe parcursul mai multor secole de hibridizare intenționată în Iran și Turcia; la momentul introducerii sale în Europa (mijlocul secolului al XVI-lea), era deja o specie cu drepturi depline, izolată de strămoșii săi.

## Descriere
Bulbul
Bulbul de lalele este „un organ complex de reînnoire vegetativă și reproducere și un organ de stocare al unei plante”, format dintr-un fund - o tulpină modificată, în formă de disc și de la una la șase solzi de depozitare - frunze specializate. Adâncimea bulbilor în natură ajunge la 50 cm. În exterior, becul este acoperit cu o solză tegumentară de protecție; în plus, rămășițele moarte ale bulbului mamă și lăstarii de anul trecut protejează bulbul de deteriorare. La laleaua Borshchov, laleaua Greig și alte specii, astfel de resturi se acumulează ani de zile sub forma unui tub rigid care continuă până la suprafața solului (foto). Trăsăturile morfologice exterioare ale bulbilor - forma, mărimea, culoarea și textura, solzii de acoperire, prezența setae sau fire de păr pe aceasta - sunt importante în taxonomia speciilor, dar nu decisive. De exemplu, bulbii tipici ai lalelei Kaufmann și ai lalelei Greig sunt identici în exterior, doar dimensiunile lor maxime diferă: masa bulbului lalelei Greig în creștere sălbatică ajunge la 27 g, cea a lalelei Kaufman 11 g.
Durata de viață a becului în natură este de obicei de 22 de luni, în forme de grădină 24 de luni. În primul an de viață, există sub formă de rinichi în interiorul bulbului mamei. Un an mai târziu, vara, bulbul mamă se usucă și moare, iar mugurii așezați în el se dezvoltă în bulbi cu drepturi depline. Bulbul tânăr principal (central) se numește înlocuitor, bulbii care se dezvoltă din alți muguri în axilele solzilor de depozitare se numesc fiice, iar bulbii mici care se dezvoltă în axilele solzilor de acoperire se numesc copii. La multe specii, dezvoltarea lor este suprimată: planta își oferă toate resursele unui singur bec de înlocuire. La soiurile cultivate selectate după criteriul ratei de reproducere vegetativă, bulbii fiice se dezvoltă aproape la egalitate cu bulbul de înlocuire, iar coeficientul de reproducere depășește 3. Vara și toamna, germenul viitorului lăstar și florii verzi se dezvoltă în interior. bulbul tânăr și mugurii bulbilor viitori sunt depuși. După iernare, bulbul înflorește, depune bulbii unei noi generații și moare.
Conținute în toate țesuturile lalelei, dar mai ales în solzii tegumentari ai bulbului, glicozidele specifice tuliposide și derivații lor tulipaline sunt fungicide naturale care previn infectarea cu Fusarium și majoritatea formelor de putregai cenușiu. Bulbii tineri sunt cei mai sensibili la fusarium vara, când conținutul de tuliposid A din solzii tegumentari imaturi nu a atins încă norma. Tulipalina A este un alergen puternic; contactul uman cu bulbii de lalele de grădină, mai ales în condiții industriale, poate provoca dermatită alergică, consumul de bulbi poate duce la otrăvire. Cu toate acestea, în anii foametei, europenii foloseau ceapa proaspătă ca înlocuitor pentru ceapă, iar cele uscate sub formă de pudră erau adăugate în făină. Din secolul al XVI-lea, mugurii nesuflați de lalele de grădină au fost folosiți și la gătit. În Orient se mănâncă bulbii lalelei comestibile (Amana edulis, până în 1935 Tulipa edulis).
Stolon
Stolonul de lalea este o tulpină subterană modificată, un organ de reproducere anuală și de propagare vegetativă a bulbilor. Stolonul îngroapă mugurul bulbului în pământ, îl hrănește în timpul creșterii și îl protejează de presiunea solului; această din urmă funcție este îndeplinită de celulele papilare tuberculate care căptușesc suprafața exterioară a stolonului. În primul și următorii ani de viață, înainte de prima înflorire, stolonii depresiunii formează lalele de tot felul. Odată cu atingerea pubertății, majoritatea tipurilor de lalele încetează să depună stoloni; semnificativ mai puține specii, printre care laleaua superioară, lalea Kaufman și câteva soiuri de grădină care formează stoloni chiar și la vârsta adultă.
Din punct de vedere morfologic, stolonul de lalele diferă de stolonii reali ai altor plante, dar termenii „lăstar subteran” și „rizom rizomorf” propuși de A.I. Vvedensky și D.E. Yanishevsky nu au prins rădăcini în literatură; în schimb, acest organ este numit „stolon profund” (I. G. Serebryakov) sau pur și simplu stolon. Este format prin fuziunea țesuturilor frunzelor și tulpinii și este, în esență, un nod de tulpină goală. În interiorul acestuia se află de la două până la șapte fascicule conductoare și o cavitate umplută cu aer care comunică cu atmosfera. În lalea de grădină a lui Gesner stolonii arată ca un tub gros, în laleaua superioară sunt subțiri, filiforme, la plantele tinere ale lalelei Foster stolonii ajung la jumătate de metru lungime.
Rădăcini
În primele săptămâni de viață, răsadul de lalele are o singură rădăcină principală; după prima vegetație de primăvară, această rădăcină moare și nu se reînnoiește niciodată. În anii următori, laleaua formează un sistem radicular înlocuit anual de rădăcini subțiri, neramificate și fără păr; numărul lor în bulbi maturi ajunge la 245. De obicei rădăcinile cresc vara și toamna; la forțare, cresc atât de repede și de puternic încât pot împinge bulbul la suprafața substratului. În condiții naturale, rădăcinile, de exemplu, laleaua Kaufman sunt depuse la sfârșitul lunii iunie, sunt complet formate până în octombrie și mor până la jumătatea lunii mai a anului următor. În timpul schimbării generațiilor (mai-iunie), planta nu are rădăcini.
Lalelele nu sunt capabile să regenereze rădăcinile pierdute: rădăcinile deteriorate, care și-au pierdut punctele de creștere apicale, încetează să se dezvolte pentru totdeauna, iar bulbul nu poate pune rădăcini noi, deoarece întregul meristem al fundului său este cheltuit pentru creșterea de toamnă. Drept urmare, transplantarea, altoirea și orice alte manipulări cu bulbi sunt posibile numai în perioada scurtă de repaus de vară, înainte de așezarea rădăcinilor. Plantele cu rădăcini deteriorate supraviețuiesc de obicei cu resursele acumulate în bulb, dar rămân în urmă în dezvoltare cu câțiva ani.
Lăstar rodnic
Din al doilea an de viață, tinerele lalele de toate felurile formează o singură frunză adevărată. Un lăstar de suprafață fructifer cu drepturi depline, cu frunze, un peduncul și o floare se formează numai la plantele mature. Rudimentul tulpinii din interiorul bulbului mugurelui este așezat chiar înainte ca acesta să se despartă de bulbul mamă: de exemplu, la lalea Kaufman, durata de viață a tulpinii este de aproximativ 450 de zile, din care formarea organelor durează aproximativ 200 de zile (martie- septembrie), 180 de zile de repaus de iarnă (septembrie-februarie), și doar 75 de zile - vegetație de primăvară (martie-mai); la soiurile lalelei Gesner, depunerea lăstarului anului următor coincide cu începutul desfășurării frunzelor din anul curent și durează cel puțin până în septembrie.
De obicei, două până la cinci frunze se așează pe tulpină; laleaua Regel are o singură frunză pe tulpină, laleaua Schmidt are până la douăsprezece frunze. Bulbii de aer se dezvoltă rar la axilele frunzelor. Un număr de specii se caracterizează prin pubescența tulpinii și a frunzelor, colorarea tulpinii cu antociani; lalea Greig și hibrizii săi au un model caracteristic de linii și dungi roșu închis de antociani pe frunze. Pe frunzele lalelei superioare, laleaua cu chilă, laleaua Chimgan se remarcă nervuri centrale, pe frunzele lalelei Kaufman există o întreagă rețea de vene; la toate celelalte specii, nervurile de pe frunze nu sunt vizibile. O trăsătură unică a lalelei Regel este o serie de excrescențe asemănătoare crestelor de pe suprafața frunzei, care creează o structură similară țesăturii ondulate. Dunări de culoare gri pal sau verde deschis pe frunze sunt un simptom al unei leziuni pestrițe. Frunzele sunt absolut necesare pentru reproducerea bulbilor; pierderea completă a frunzelor, de exemplu, din cauza mâncării și călcării animalelor, duce la moartea plantei și a populațiilor întregi.
În cultură, lalelele sunt extrem de receptive la schimbările din tehnologia agricolă, iar în condiții favorabile produc lăstari și flori mai mari decât în natură. Înălțimea tulpinii plantelor sălbatice variază foarte mult; atât exemplarele înalte, cât și cele ghemuite pot coexista într-o singură populație. La lalea Greig cu creștere sălbatică, înălțimea pedunculului variază de la 20 la 70 cm. La lalea Kaufman și alte specii de primulă, mugurele se deschide adesea lângă pământ, într-o rozetă de frunze; dupa inflorire, tulpina aeriana incepe sa creasca si ridica ovarul la 15-20 cm deasupra solului. Florile plantelor sănătoase sunt îndreptate vertical în sus; tulpinile de flori căzute sunt caracteristice numai lalelei lui Ostrovsky, lalelei de pădure și soiurilor din clasa de crin. La soiurile din grupul Duc van Tol și la laleaua cu patru frunze, mugurii care se coace se lasă o vreme, dar se îndreaptă înainte de a înflori. Numele lalelei căzute este asociat cu același semn, iar laleaua dublu căzută se datorează faptului că pedunculul său se lasă atât în mugure, cât și după înflorire.
Multe specii sunt caracterizate prin multi-înflorire, observate în trei forme diferite. La speciile din subgenul Eriostemones (lalea cu două flori, lalea Turkestan, lalea Bieberstein și altele), tulpina se ramifică în pedunculi fără frunze separate dintr-un punct deasupra frunzei de sus, formând un fel de perie sau umbrelă. La speciile din subgenul Tulipa (numite anterior Leiostemones) și unele specii de Eriostemones, punctele de ramificare sunt în axila frunzelor; uneori lăstarii laterali se ramifică direct din sinusuri, uneori cresc împreună cu lăstarul principal. Lăstarii laterali ai speciilor din subgenul Tulipa pot avea frunze. Multi-înflorirea anormală de al treilea tip, conform lui Bochantseva, se găsește în cultură la exemplarele supraalimentate din soiurile de grădină. Cu îngrășământ abundent, mugurii bulbilor de înlocuire și fiice încep să crească prematur și să înflorească cu un an mai devreme decât perioada naturală, împreună cu bulbul mamă.
Floare
Floarea lalelei este formată din cinci cercuri concentrice (volci): în cele două cercuri exterioare sunt tepalele exterioare și interioare (colocvial „petale”), în cele două cercuri intermediare - stamine, iar în interior - ovar și pistil. La fel ca florile tuturor crinilor, floarea de lalele este supusă simetriei cu trei fascicule: are trei petale exterioare și trei interioare, șase stamine, ovarul este format din trei lobi simetrici. Formula pentru flori de lalele. Pistilul de lalele din subgenul Orithyia are un stil pronunțat; la toate celelalte specii, stilul este absent: stigma pistilului se află direct pe ovar. Cele mai mari două subgenuri diferă în morfologia staminei: la speciile din subgenul Eriostemones, filamentele de stamine sunt pubescente, în timp ce la speciile din subgenul Tulipa, sunt glabre.
În natură, cele mai mari flori sunt caracteristice lalelei Foster: la această specie, lungimea tepalelor ajunge la 18 cm și o lățime de până la 8,5 cm. Dintre formele cultivate, soiul de lalele Greig „Orange Giant Sunset” (2008) are cea mai mare dimensiune a florii. Cu o înălțime a tulpinii de 20-30 cm, înălțimea florii acestui soi este de 20-25 cm.Florile de laleaua Foster și de lalea Greig au o formă caracteristică de cupă dublă: tepalele interioare formează un cilindru închis, iar cele exterioare se pliază. spre exterior la aproximativ jumătate din înălțime. Frunzele exterioare și interioare diferă întotdeauna ca formă, de exemplu, la lalea lui Greig, frunzele exterioare sunt în formă de romb, cu vârfuri tocite, rotunjite, iar cele interioare sunt triunghiulare cu un vârf indispensabil. Culoarea florii lalelei Greig în natură este de obicei galbenă sau roșie, dar uneori există forme roz, crem și extrem de rar albe. În populația Tien Shan a acestei specii, descrisă de V. Voronin, a fost observat întregul spectru de nuanțe de la aproape alb până la roșu închis.
Culoarea unei flori de lalele este determinată de o combinație de antociani, carotenoizi și flavonoli[ro]. Concentrația de flavonoli sub toate formele este aproximativ la același nivel, concentrația de carotenoide variază foarte mult, în timp ce cele mai mari diferențe se observă în concentrațiile de antociani delfinidin[en], pelargonidin[en] și cianidin[en]. Delphinidin dă florii culoare violet, pelargonidin portocaliu și roșu, cianidin roz, portocaliu și roșu. În florile de portocal, există o concentrație deosebit de mare de carotenoizi în comparație cu formele roz și roșii. Florile albe și galbene conțin numai flavonoli și carotenoide, în timp ce antocianinele și antocianidinele sunt absente. La laleaua lui Kaufman, laleaua lui Kolpakovski și o serie de alte specii și varietăți de laleaua lui Gesner, suprafața tepalelor este un fel de rețea de difracție a crestelor și brazdelor microscopice; lumina reflectată de acest grătar strălucește cu toate culorile curcubeului. În spectrul său apar unde albastre, căzând pe regiunea de maximă sensibilitate a ochiului albinei.
Florile de lalele de grădină, cu flori verzi și în formă de papagal au apărut ca urmare a mutațiilor; Mecanismul de acțiune al acestor mutații nu este cunoscut cu certitudine. La lalelele cu flori verzi, tepalele se dezvoltă după tipul caracteristic sepalelor verzi, iar staminele sunt subdezvoltate. La lalelele terry, în locul celei de-a patra spirale interioare a florii, se dezvoltă o a doua floare, iar în a treia spirală, în loc de stamine, se formează o inserție de trei petale suplimentare. În modelul ABC, înflorirea verde se datorează subexprimării genelor de tip B, iar dublarea se datorează subexprimării genelor de tip C; cu toate acestea, botaniștii secolului 21 cred că teoria ABC dezvoltată pe modelele de organisme Arabidopsis și snapdragons este slab potrivită pentru plantele cu bulbi.
Fructe și semințe
Fructul unei lalele este o cutie triedrică, rotunjită sau alungită în înălțime, formată din trei carpele ale ovarului. La speciile cu flori mari, laleaua mare, laleaua Foster, lalea Greig, lungimea cutiei ajunge la 11,5 cm cu o lățime de până la 3 cm. În interiorul acesteia se află trei camere verticale în care se coc semințele așezate în șase grămezi. Sămânța de lalele are forma unei plăci subțiri ovoidale sau triunghiulare; la lalea Greig, dimensiunea sa este de obicei de 13 × 7 mm. Rezervele de nutrienți ale semințelor sunt concentrate în pereții neobișnuit de groși ai celulelor endospermului, care umple cavitatea învelișului semințelor. Înconjurat de aceste celule, embrionul de semințe are o formă alungită și alungită și este de obicei vizibil cu ochiul liber printr-o cochilie translucidă.
După spargerea cutiei, semințele cad liber și sunt purtate de vânt. Sămânța nu are dispozitive de fixare pe suprafața solului. Pentru a finaliza pregătirea pentru germinare, trebuie să stea pe pământ cel puțin o iarnă rece; dacă iarna este blândă, germinația este amânată până în anul următor.
Genomul
Majoritatea lalelelor sunt diploide cu 2n=24 cromozomi. Singura specie la care numărul de cromozomi nu este multiplu de 12 este laleaua lui Maksimovici cu 2n=22 (după Zonneveld, „formele” ei cultivate cu 2n=24 aparțin de fapt speciei de lalele cu frunze de in). Formele triploide (36 de cromozomi) și tetraploide (48 de cromozomi) nu sunt neobișnuite în populațiile naturale; poliploizii sunt comune în populațiile de munte, în timp ce diploizii predomină în câmpie și poalele dealurilor. Literatura descrie forma pentaploidă a lalelei Clusius și forma hexaploidă a lalelei multicolore, precum și hibrizi interspecifici obținuți în condiții de laborator cu un număr de cromozomi de la 25 la 31. Formele poliploide naturale există la cel puțin treisprezece specii, deci ploidia nu poate fi considerat un criteriu taxonomic de încredere.
Rezultatele primei pirosecvențieri incomplete din lume a genomului formelor culturale ale lalelei lui Gesner și ale lalelei Foster au fost publicate în 2012; de la sfârșitul anului 2014, secvențierea completă a genomului lalelei nu a fost încă efectuată. Genomul lalelei are o masă neobișnuit de mare (C-value[en]) - de la 30,9 pg la laleaua Clusius la 67,3–70,5 pg în formele diploide ale lalelei Gessner și proporțional mai mult în formele poliploide. Masa genomului lalelei Schrenk, care în trecut era considerată forma naturală a lalelei Gesner, este semnificativ mai mică - 61,6 pg (pentru comparație, masa genomului uman este de aproximativ 6,5 pg). Speciile cu o masă genomică relativ mică sunt concentrate în estul intervalului genului. La mutarea din Pakistan în est la Balcani în vest, genomul speciilor locale crește constant și, în același timp, timpul necesar dezvoltării embrionului viitoarei flori scade. Meioza din interiorul bulbului lalelei Clusius apare în martie, înainte de înflorire, la lalea Foster (52 pg) la începutul lunii noiembrie, iar la laleaua Gesner în septembrie sau octombrie. Nu există nicio explicație pentru această relație paradoxală.
Hibridizarea interspecifică a lalelelor a fost studiată fragmentar. Hibrizii naturali între laleaua lui Greig și laleaua lui Kaufmann, laleaua dubioasă și laleaua lui Kaufmann și așa mai departe sunt bine cunoscuți în natură. În zonele în care speciile de bază cohabitează, se formează complexe de hibrizi interspecifici stabili cu un statut taxonomic neclar: de exemplu, botaniștii moderni recunosc laleaua Chimgan (un hibrid al lalelei dubioase și al lalelei Kaufman), dar un alt hibrid din aceeași specie, anterior descris sub numele de Tulipa anadroma, nu este. În cultură, hibrizii de lalea Gesner și lalea Foster sunt larg răspândiți - diploizi fertili din clasa Fosteriana (cultivarul „Purissima” și altele) și triploizi sterili din clasa hibridului Darwin și hibrizi de culoarea crinului între lalea Gesner și lalea Greig. Studiile de laborator au elucidat destul de pe deplin posibilitățile de hibridizare a lalelei Gesner: conform 2012, această specie se încrucișează cu succes și cu laleaua Kaufmann, laleaua Albert, lalea mare și lalea Eichler. Se cunosc hibrizi de laleaua Gesner cu laleaua superioara si lalea de munte obținuți in vitro prin metoda de cultura a ovarelor. Hibridizarea lalelei Gesner și a speciilor din subgenul Eriostemones nu este posibilă.
Ciclu de viață
Lalelele sunt efemeroide tipice, adaptate vieții în zonele aride cu veri fierbinți, fără apă. În timpul scurtului sezon de creștere de primăvară, laleaua nu numai că ar trebui să înflorească și să dea roade, ci și să acumuleze suficienti nutrienți în subteran pentru a pune o nouă generație de bulbi. În consecință, dezvoltarea unei lalele de la un răsad la o plantă cu flori matură durează câțiva ani. Lalelele de grădină înfloresc în al cincilea, al șaselea sau al șaptelea an de la semănat; în acest moment, bulbul atinge o dimensiune tipică pentru o plantă adultă, iar adâncimea medie de așezare este de la 15 la 40 cm și răsaduri individuale din aceeași specie - deja în al treilea an.
Semințele de lalele iernate germinează primăvara, la temperaturi de la 0 la +10 °C. Înghețurile nocturne din primele săptămâni de viață nu le dăunează, ci doar întârzie creșterea și dezvoltarea cloroplastelor fotosintetice. Întârzierile de germinare nu afectează sfârșitul sezonului de vegetație: de exemplu, în Tașkent, semințele, în funcție de vreme, pot germina la începutul lunii februarie sau începutul lunii martie, dar sezonul de creștere se încheie întotdeauna la sfârșitul lunii aprilie.
În câteva zile de la trezire, embrionul, hrănindu-se cu rezervele acumulate în sămânță, crește în dimensiune. Apoi coaja semințelor crăpă. Capătul inferior, rădăcină, al cotiledonului părăsește învelișul protector și se adâncește în sol; capătul superior rămâne în interiorul cochiliei și servește ca un fel de opritor pentru cel inferior. La 10-12 zile de la germinare, cotiledonul se adâncește în sol cu 2,5-6 cm, iar la capătul său rădăcină începe să se dezvolte o singură rădăcină principală adevărată. În același timp, începe să crească și partea aeriană a cotiledonului - un păr albicios, fără clorofilă, cu un diametru de cel mult 1 mm. Când ajunge la 5-6 cm înălțime, vârful său se aplatizează și devine verde, răsadul elimină învelișul semințelor și începe fotosinteza activă. Înălțimea maximă a părții solului a răsadului nu depășește 10,5 cm, grosimea sa maximă nu este mai mare de 3 mm; valorile mai tipice sunt 6-8 cm și 1-1,5 mm. Frunzele adevărate supraterane nu se dezvoltă în timpul primului sezon de creștere. Singurul mugure al răsadului - viitorul bulb cu rudimentele fundului (tulpina modificată) și solzi de depozitare (frunza modificată) - este încă așezat în interiorul sămânței neîncolțite, iar după germinare se dezvoltă sub pământ. În subteran, pețiolat, parte a cotiledonului, se formează o umflătură, care se dezvoltă într-o excrescere laterală cu un rinichi la sfârșit. Apoi, această excrescență schimbă direcția de creștere și se transformă într-un stolon gol, umplut cu aer, care crește vertical în jos al adânciturii - capacul de protecție al rinichiului. Stolonul adâncește rinichiul cu încă 1,5-5,0 cm.La atingerea adâncimii tipice acestei specii, care durează de la 10 la 26 de zile, stolonul încetează să se adâncească, iar rinichiul începe să crească în grosime. Amidonul depozitat în pereții stolonului se deplasează în partea cu frunze a rinichiului. Acesta, îngroșându-se, se transformă într-o cântare de depozitare, iar pereții stolonului, după ce au dat tot amidonul viitorului bulb, devin solzul său tegumentar. Creșterea bulbului durează de la 24 la 36 de zile și se termină la scurt timp după moartea părții aeriene a cotiledonului și a rădăcinii principale. Greutatea medie a bulbului din primul an, în funcție de specie, este de doar 20 până la 120 mg. În a doua jumătate a verii, bulbul depune de la 6 la 11 rădăcini adventive (rădăcina principală moartă nu se reînnoiește niciodată) și două rudimente de frunze - verde suprateran și depozitare subterană. Toamna, când solul este din nou saturat cu apă de ploaie, frunza verde începe să crească și trece dincolo de bulb, dar nu ajunge la suprafața pământului și rămâne la iarnă în grosimea pământului.
La începutul primăverii celui de-al doilea an, o singură frunză verde se ridică deasupra solului, arătând inițial ca un tub bine rulat. După aproximativ două săptămâni, frunza se desfășoară; lungimea sa, în functie de tipul si condițiile de creștere, este de la 3 la 17 cm Creșterea frunzei verzi continuă până la debutul caniculei verii. Forma, culoarea și pubescența sa repetă în miniatură aspectul frunzelor plantelor mature ale acestei specii. Pețiolul subteran al frunzei la începutul sezonului de creștere furnizează substanțe nutritive de la bulb la lama frunzei în creștere și apoi de la acesta la noul bulb (de înlocuire). Greutatea medie a unui bec de schimb din al doilea an este de la 125 la 1160 mg. După ce ați așezat becul de schimb, becul mamă din primul an se usucă și moare. În al doilea an de viață, marea majoritate a lalelelor se reproduc prin adâncirea stolonilor. Bulbii de toate tipurile formează cel puțin doi muguri - unul apical și unul sau mai mulți axilari. Mugurii axilari la unele specii se dezvoltă în copii, la altele nu se dezvoltă deloc, iar mugurii apical se dezvoltă în bulbul principal de înlocuire. La sfârșitul repausului febrei de vară, stolonul care poartă acest mugure sparge solzii bulbului mamă, se adâncește în sol și așează un bulb de înlocuire la câțiva centimetri sub bulbul mamă. La lalea Regel, adâncimea în al doilea an ajunge la 18 cm; valorile medii de 4-6 cm sunt mai tipice.La o serie de specii de lalele, împreună cu acest mecanism, se observă și așezarea unui bulb de înlocuire în interiorul bulbului mamă, caracteristic plantelor mature. Acest al doilea tip de reproducere este tipic pentru speciile cu bulbi mici și soiurile horticole „vechi”, dar chiar și la acestea cel puțin un sfert din bulbii de înlocuire sunt așezați cu stoloni. Alături de ei, dar mult mai încet, se dezvoltă bulbii pentru bebeluși; în jurul răsadului se formează un cuib de bulbuci de diferite grade de maturitate.
În al treilea, al patrulea și așa mai departe, se repetă procesul de adâncire succesivă a becurilor de înlocuire. Finalizarea lui coincide de obicei cu debutul pubertății și cu prima înflorire a lalelei; excepții de la regulă sunt laleaua superioară, laleaua lui Kaufman și câteva soiuri de grădină în care stolonii se formează chiar și la vârsta adultă.

## Specii selectate

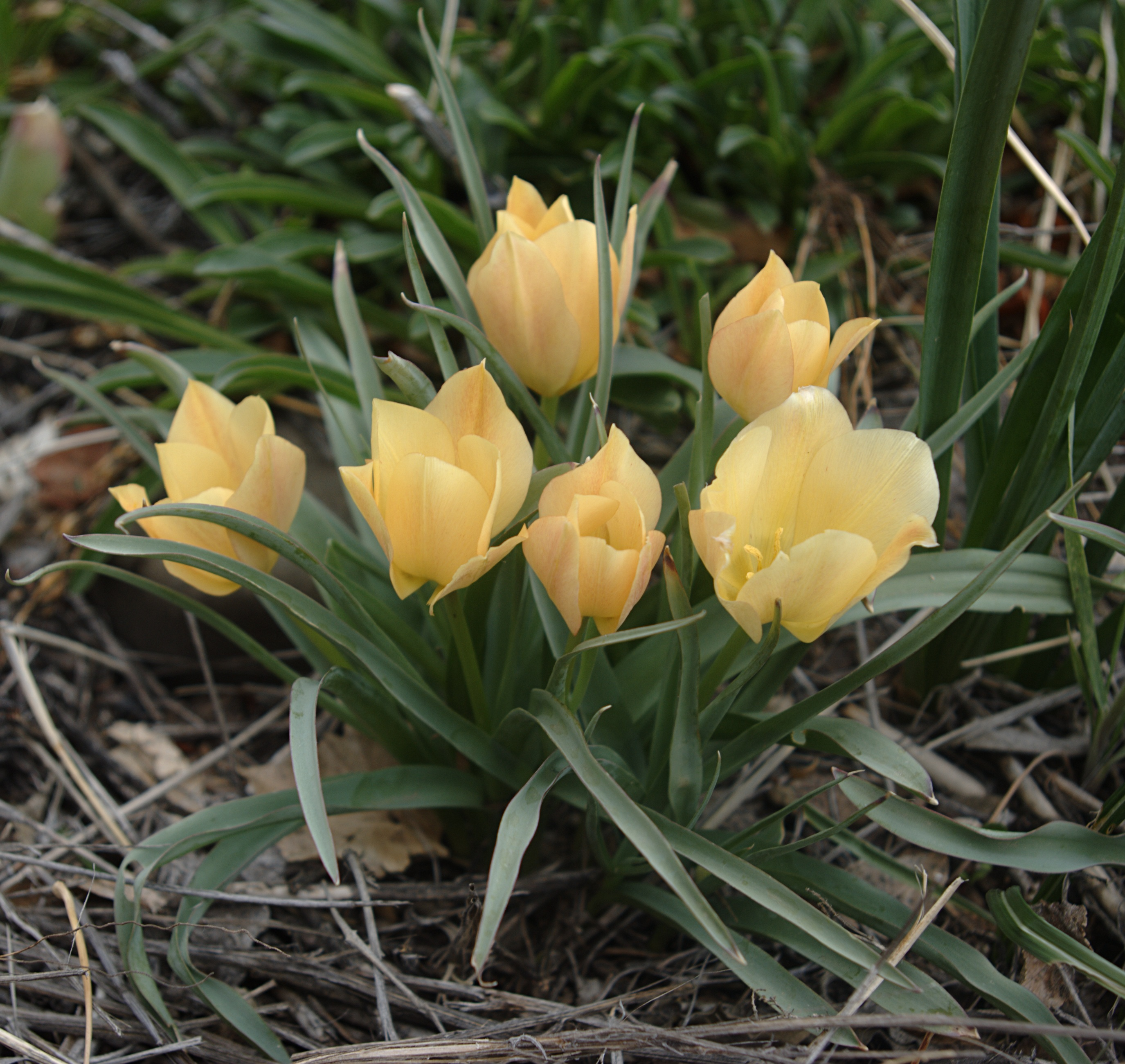
Tulipa acuminata
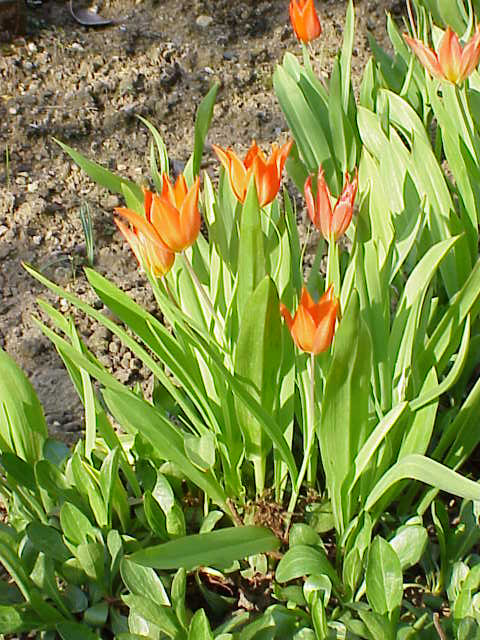
Tulipa agenensis
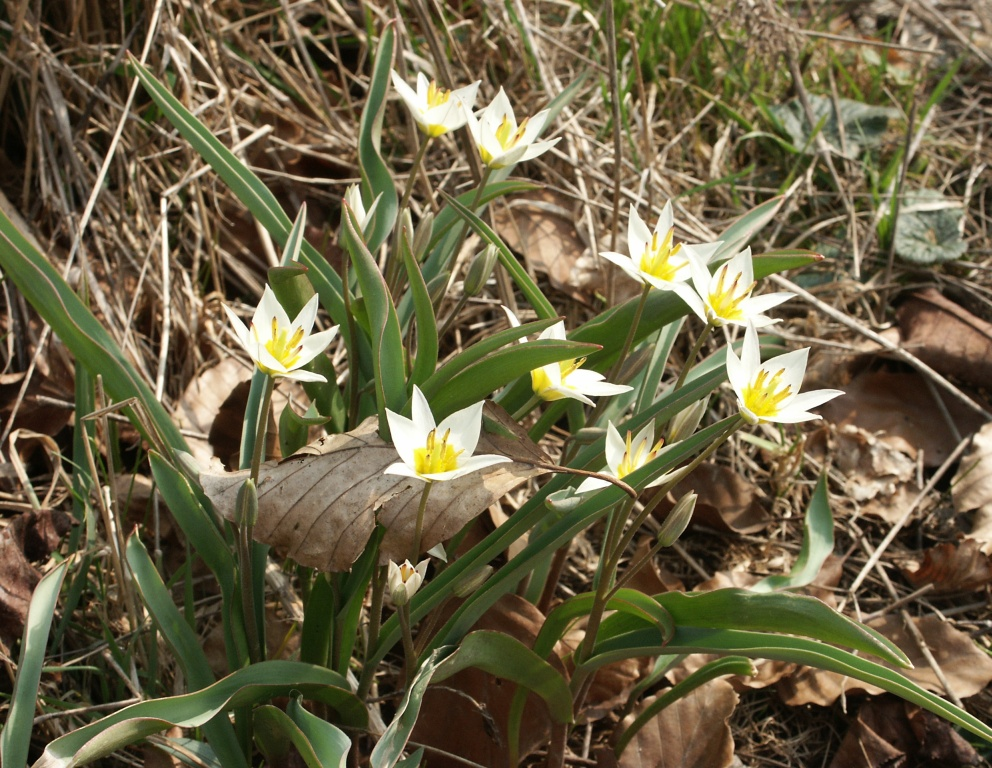
Tulipa armena
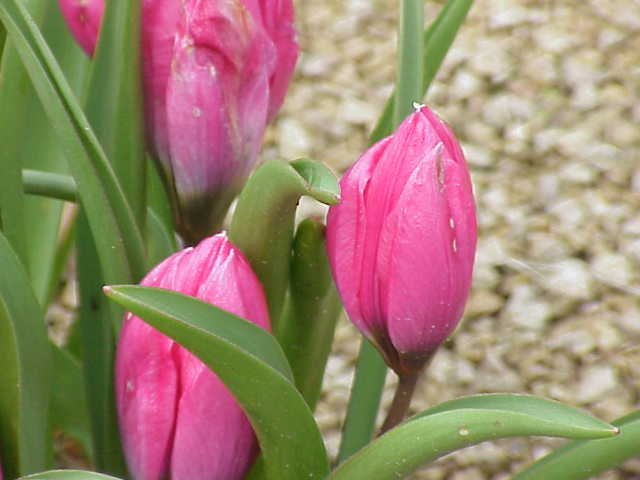
Tulipa aucheriana
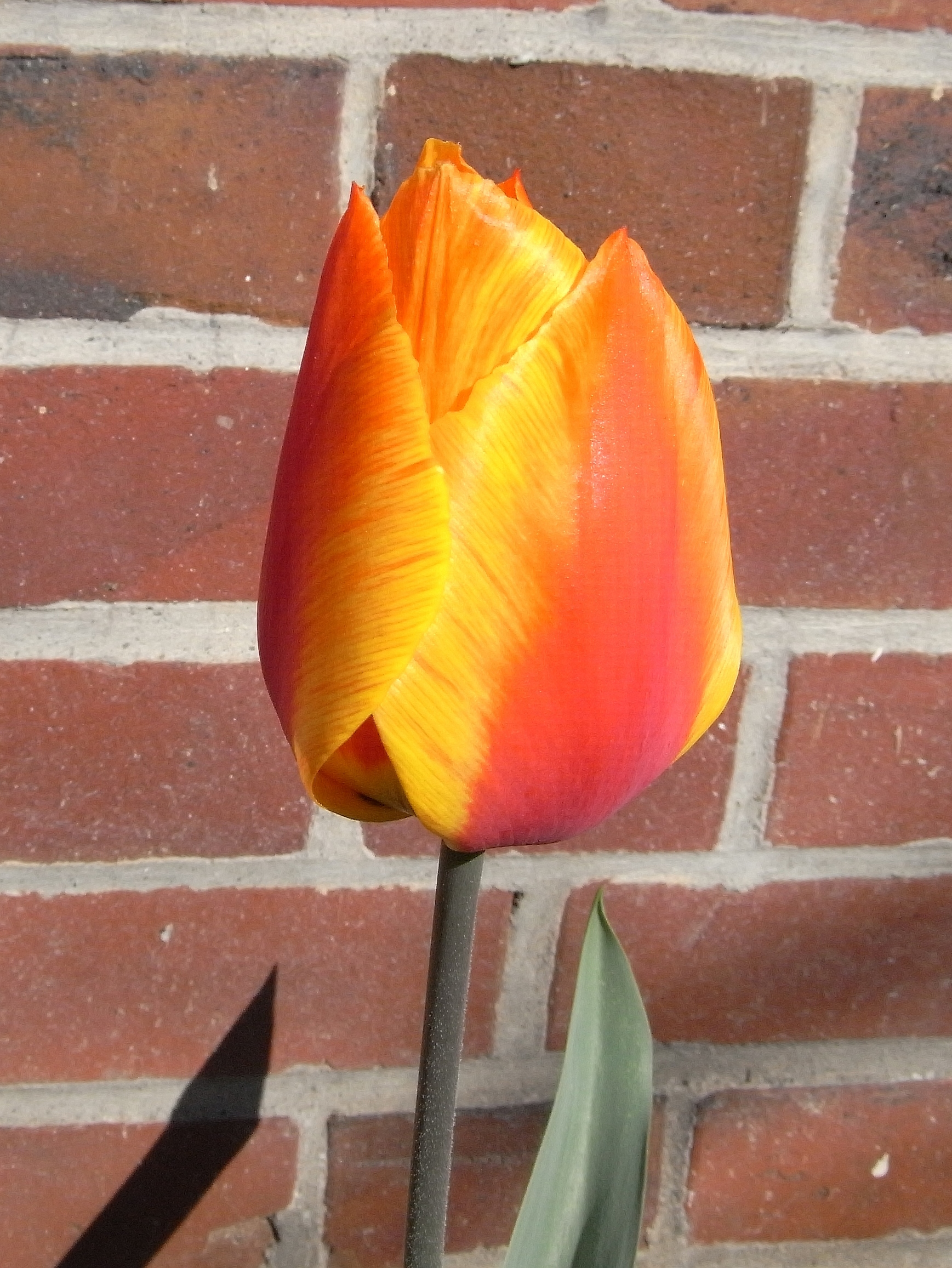
Tulipa
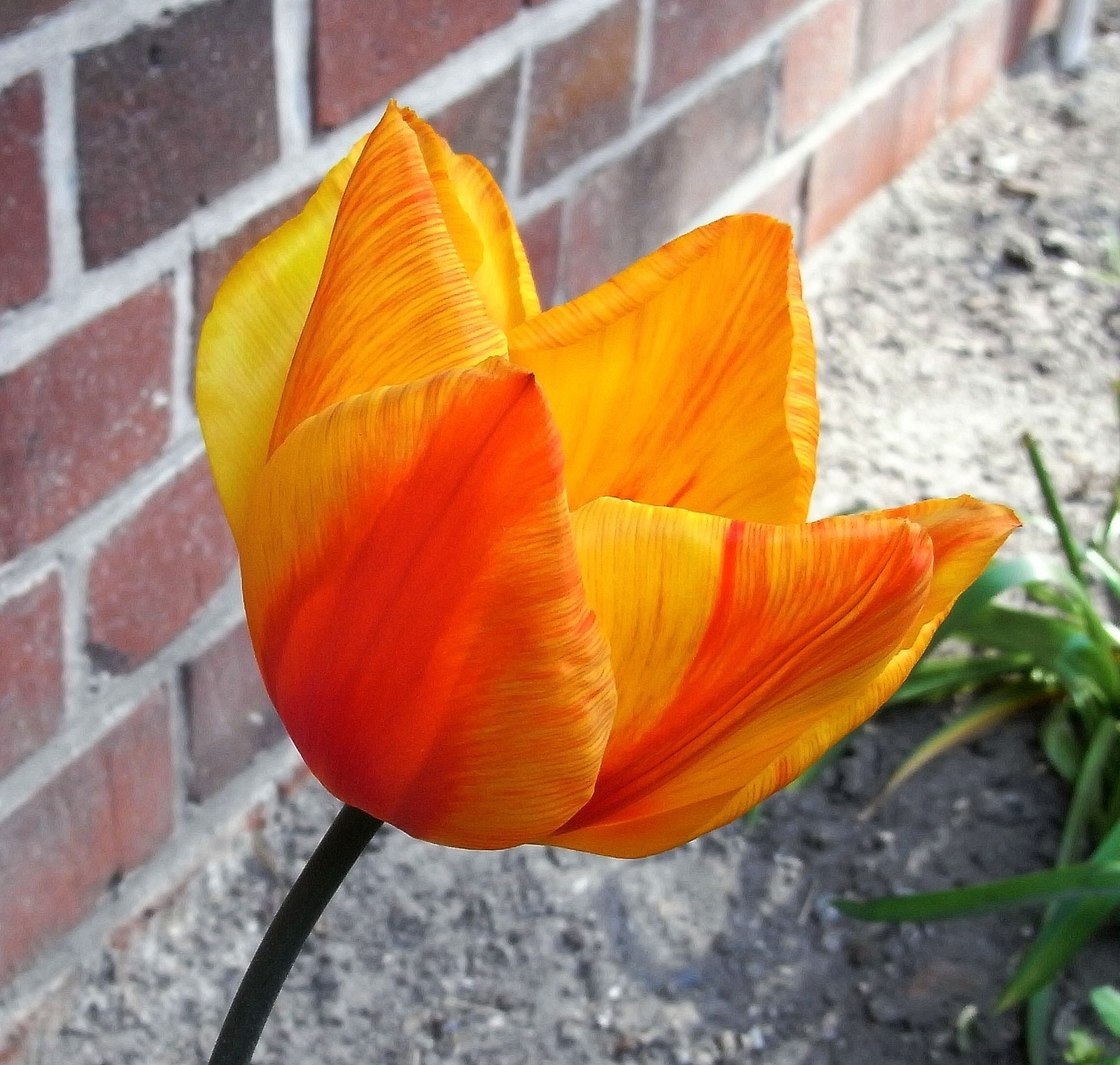
Tulipa
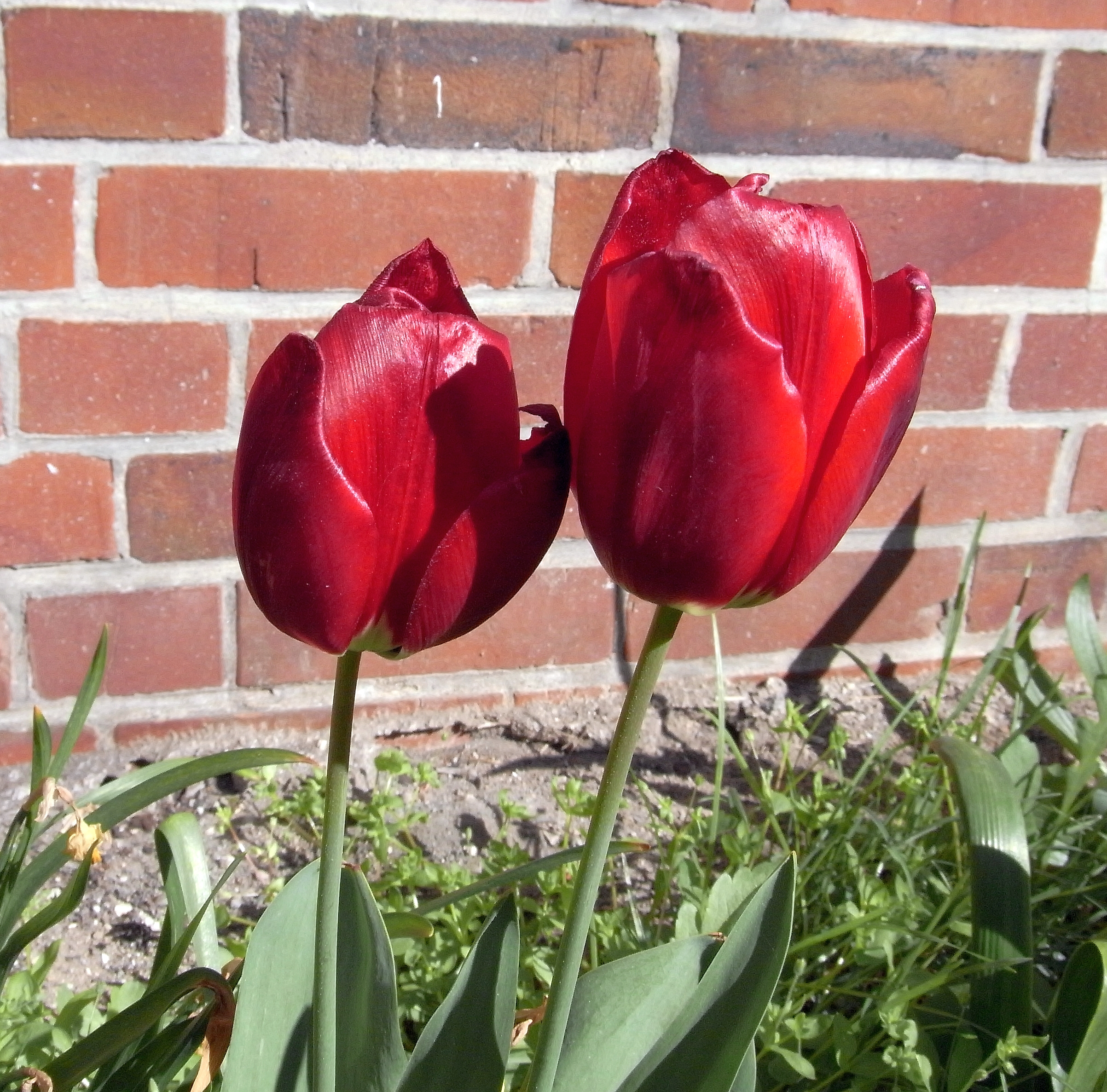
Tulipa
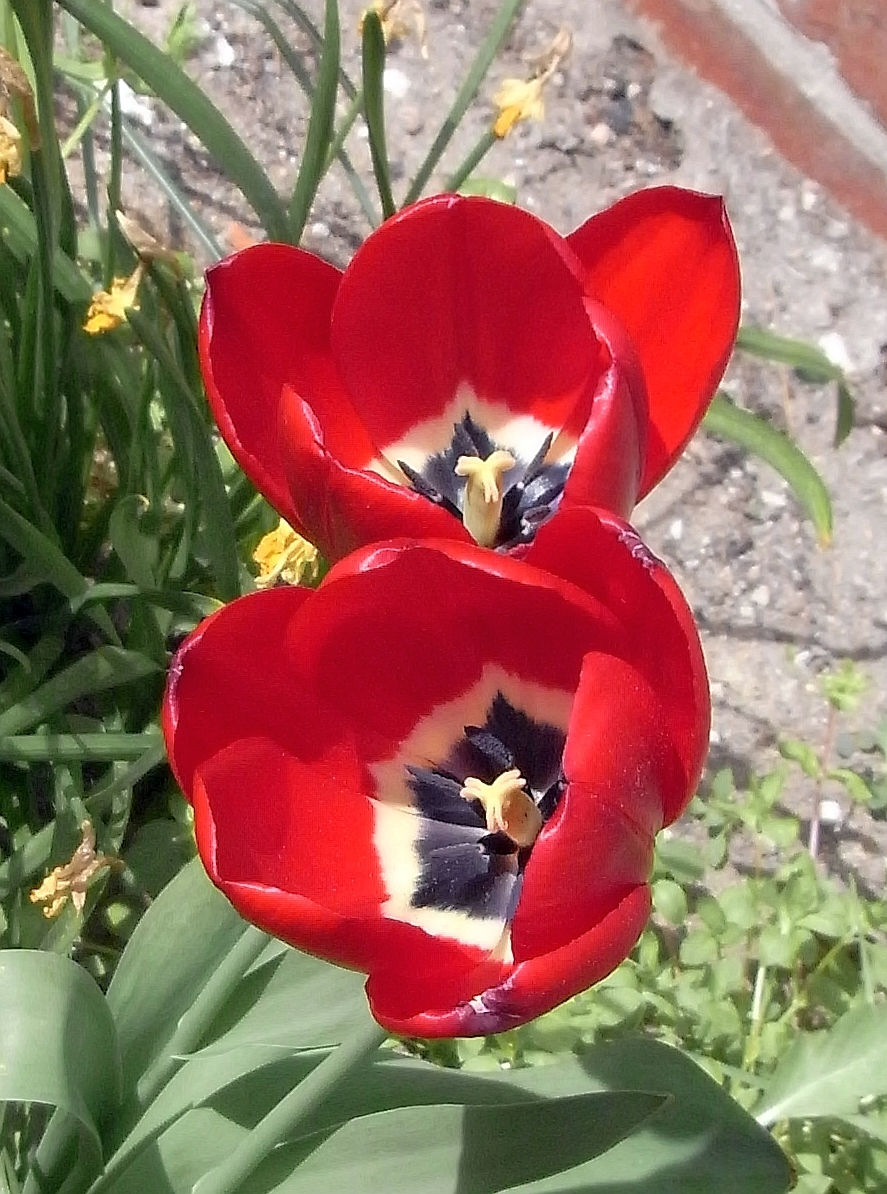
Tulipa'

- Tulipa batalinii
- Tulipa bakeri
- Tulipa biflora
- Tulipa borszczowii
- Tulipa butkovii
- Tulipa carinata
- Tulipa celsiana
- Tulipa clusiana
- Tulipa cretica
- Tulipa cypria
- Tulipa dasystemon
- Tulipa didieri
- Tulipa dubia
- Tulipa edulis
- Tulipa ferganica
- Tulipa gesneriana
- Tulipa goulimyi
- Tulipa greigii
- Tulipa grengiolensis
- Tulipa heterophylla
- Tulipa hoogiana
- Tulipa humilis
- Tulipa iliensis
- Tulipa ingens
- Tulipa julia
- Tulipa kaufmanniana
- Tulipa kolpakowskiana
- Tulipa kurdica
- Tulipa kuschkensis
- Tulipa lanata
- Tulipa lehmanniana
- Tulipa linifolia
- Tulipa marjolettii
- Tulipa mauritania
- Tulipa micheliana
- Tulipa montana
- Tulipa orphanidea
- Tulipa ostrowskiana
- Tulipa platystigma
- Tulipa polychroma
- Tulipa praecox
- Tulipa praestans
- Tulipa primulina
- Tulipa pulchella
- Tulipa retroflexa
- Tulipa saxatilis
- Tulipa sharonensis
- Tulipa sprengeri
- Tulipa stapfii
- Tulipa subpraestans
- Tulipa sylvestris
- Tulipa systola
- Tulipa tarda
- Tulipa tetraphylla
- Tulipa tschimganica
- Tulipa tubergeniana
- Tulipa turkestanica
- Tulipa undulatifolia
- Tulipa urumiensis
- Tulipa urumoffii
- Tulipa violacea
- Tulipa whittalli

- Tulipa linifolia
- Tulipa praestans
- Tulipa turkestanica
- Tulipa pulchella
- Tulipa
- Tulipa
- Tulipa
- Tulipa'